# Eilema arideola
Eilema arideola är en fjärilsart som beskrevs av Johann Heinrich Fixsen 1887. Eilema arideola ingår i släktet Eilema och familjen björnspinnare. Inga underarter finns listade i Catalogue of Life.